# Chúa Giêsu bị đóng đinh trên thập tự giá (thuộc bộ sưu tập Kaufmann)
Chúa Giêsu bị đóng đinh trên thập tự giá (thuộc bộ sưu tập Kaufmann) là một bức họa bằng gỗ được vẽ bởi một nghệ sĩ vô danh, có niên đại từ năm 1340 đến năm 1360. Đây có thể là một mảnh ghép ở vị trí trung tâm của một bức tranh trang trí đằng sau bàn thờ Thiên Chúa (altarpiece). 

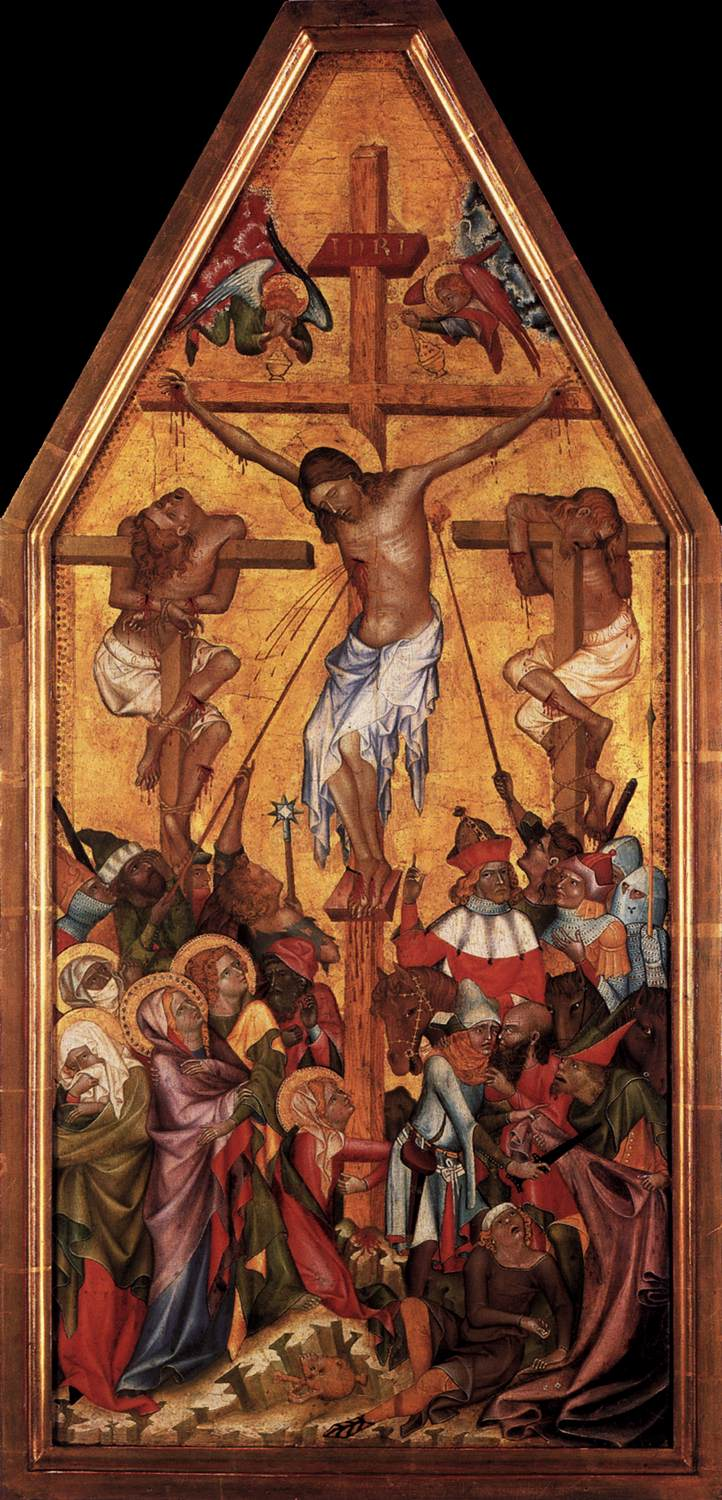
Tranh Chúa Giêsu bị đóng đinh trên thập tự giá (thuộc bộ sưu tập Kaufmann) tại bảo tàng Gemäldegalerie, ở Berlin

## Lịch sử
Bức tranh Chúa Giêsu bị đóng đinh trên thập tự giá có khả năng là được vẽ tại Praha. Sau này, bức tranh thuộc bộ sưu tập của Richard von Kaufmann và được những nhà kinh doanh nghệ thuật là Pavel Cassirer, F.W. Lippmann cùng với Hugo Helbing từ München, mua lại rồi đem tặng cho bảo tàng Kaiser-Friedrich ở Berlin. Từ đó, bức tranh lại về với bảo tàng Gemäldegalerie cũng tại Berlin.

## Bối cảnh và miêu tả
Tranh được vẽ bằng màu keo trên một tấm gỗ phủ vải bạt với kích thước là 67x29.5 cm. Năm 1918, bức tranh được đem phục chế và được cố định trên một lớp vải bạt mới. Nếu xét theo bối cảnh của xứ Bohemia thời xưa thì bức tranh là sự hình dung đầu tiên về đồi Can-vê cùng cảnh tượng bên dưới ba cây Thập tự giá. Tất cả các chi tiết này trong tranh đều mang âm hưởng của hội họa Ý. Ngoài ra, bố cục của tranh và sự phối cảnh được thu hẹp lại cũng mang nguồn gốc từ nghệ thuật Ý. Đồng thời, sự mềm mại trên từng chuyển động của nhân vật, cùng nét vẽ sắc sảo, hòa với màu sắc sống động theo phong cách Gothic cũng phần nào hướng đến hình mẫu nghệ thuật của Tây Âu (Pháp) và vùng hạ Áo. Chủ nghĩa tự nhiên được khắc họa sâu đậm trong một bức tranh mang không khí trữ tình kiểu Bohemian này cũng là một ngoại lệ đáng chú ý. Xét về mặt tổng quát, bức họa Chúa Giêsu bị đóng đinh trên thập tự giá có nhiều điểm tương đồng với tác phẩm hội họa của Bậc thầy bệ thờ Vyšší Brod nhưng đây là một tác phẩm của thế hệ đi sau nên nó mang màu sắc cường điệu hóa thực tế khốc liệt là Chúa bị đóng đinh hơn là chỉ đơn thuần thể hiện một cái nhìn huyền bí của tôn giáo thông qua bức tranh.
Nguồn gốc Bohemian của bức tranh đến giờ vẫn còn gây tranh cãi giữa các nhà sử học mỹ thuật. Một vài người cho rằng bức tranh này có thể là tác phẩm của một họa sĩ người Áo đến từ xưởng tranh của Bậc thầy bệ thờ Klosterneuburg (Meister der Rückseite des Verduner Altars). Điều này cũng có liên quan đến niên đại của một tác phẩm hội họa có sự liên kết với bệ thờ Klosterneuburg, đã được xác định rõ vào sau thời của vua Johann I của Bohemia, là vào năm 1340. Trong khi đó, một số khác lại cho rằng bức tranh có ảnh hưởng từ hội họa Ý (cụ thể ở đây là bức Chúa bị đóng đinh được vẽ năm 1342 bởi họa sĩ Simone Martini) và được cho là có niên đại sau năm 1350.
Về hình thức, bức tranh Chúa Giêsu bị đóng đinh trên thập tự giá trong bộ sưu tập của Kaufmann là một tác phẩm hội họa toàn mỹ "độc nhất vô nhị" vào thời bấy giờ ở Châu Âu. Sau này, nhiều các tác phẩm hội họa đời sau đã lấy bức tranh làm hình mẫu, đặc biệt là bức tranh có hình người đàn ông một chân co, một chân duỗi. Có thể nói, bức tranh đã truyền cảm hứng cho nhiều tác phẩm nghệ thuật, đặc biệt là qua các bức tranh gỗ còn sót lại đến bây giờ và các tấm tiểu họa trong các bản thảo cổ ở xứ Bohemia cùng nhiều các quốc gia khác.